# Peter Phillips
Pour les articles homonymes, voir Phillips et Peter Phillips (homonymie).
Peter Phillips, né le 15 novembre 1977 à Londres, est un membre de la famille royale britannique, premier né des petits-enfants de la reine Élisabeth II et du prince Philip. Depuis le 22 janvier 2025, il est 19e dans l'ordre de succession au trône britannique.

## Biographie

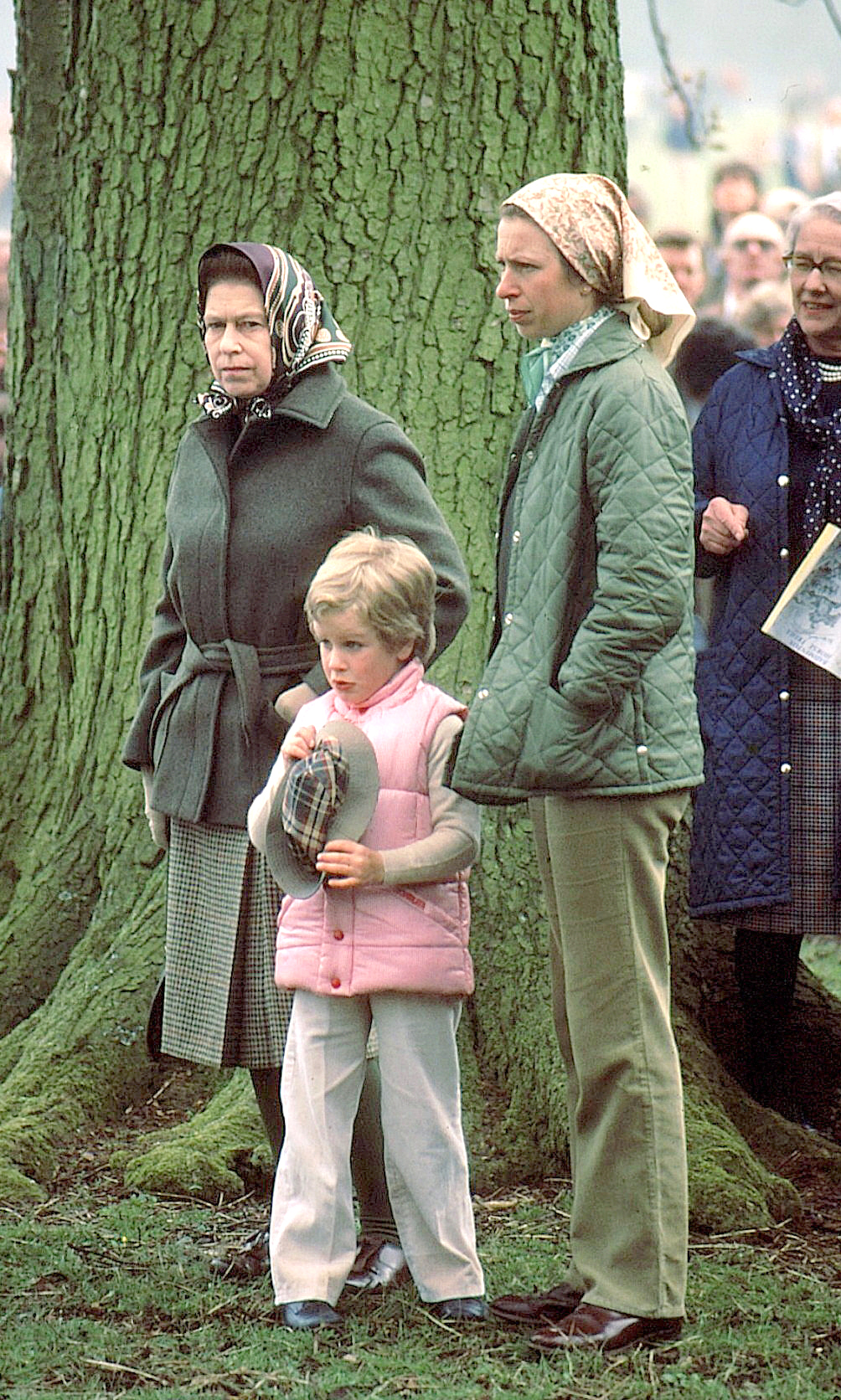
Peter, avec sa mère, la princesse Anne, et sa grand-mère Élisabeth II, en 1983.

Peter Mark Andrew Phillips est né à 10 h 46 le 15 novembre 1977 au St Mary's Hospital, dans le quartier de Paddington, à Londres. Il est le fils de la princesse Anne du Royaume-Uni et du capitaine Mark Phillips. Ses parents n'ont pas souhaité que leur enfant porte un titre royal. Il est le premier petit-fils légitime d'un monarque à naître sans titre de courtoisie depuis 500 ans, ce qui ne l'empêche pas de faire partie de l'ordre de succession au trône britannique : il y est actuellement à la 19e place.
À sa naissance, il est cinquième dans la ligne de succession au trône et le reste jusqu'à la naissance, en 1982, de son cousin le prince William de Galles. Peter est baptisé le 22 décembre 1977 par l'archevêque de Cantorbéry, Donald Coggan, dans la salle de musique du palais de Buckingham, il a pour parrains et marraines le roi Charles III (alors prince de Galles), Geoffrey Tiarks, le capitaine Hamish Lochare, Lady Cecil Cameron de Lochiel et Madame Timothy Holderness-Roddam.
La princesse Anne et le capitaine Phillips, qui lui donnent une sœur, Zara en 1981, essaient de faire en sorte que leurs enfants soient tenus à l'écart des feux de l'actualité. Il a deux demi-sœurs, Felicity Tonkin (née en 1985), la fille de Mark Phillips et de son ex-maîtresse Heather Tonkin, et Stephanie Phillips (née en 1997), la fille issue de la deuxième épouse de son père, Sandy Pflueger.
Peter Phillips fréquente la Port Regis Preparation School à Shaftesbury, dans le Dorset, avant de suivre l'exemple d'autres membres de la famille royale en rejoignant le collège de Gordonstoun à Elgin, en Écosse. Il obtient par la suite un diplôme en sciences du sport à l'université d'Exeter. Sportif passionné, Peter Phillips a joué au rugby pour les écoles écossaises, ainsi que pour la Exeter University Rugby League Team.
Sur le plan professionnel, Peter Phillips a commencé sa carrière dans le milieu de la Formule 1 en travaillant 11 ans pour Stewart Grand Prix, Jaguar Racing puis Williams comme gestionnaire de comptes, ainsi que pour la RBS en tant que responsable du sponsoring. Il dirige ensuite pendant 8 ans le bureau londonien de la société d'évènementiel australienne SEL UK. Depuis 2018, il préside la société City Racing.

## Mariage et descendance
Le 28 juillet 2007, le palais de Buckingham annonce les fiançailles de Peter Phillips avec Autumn Kelly, de nationalité canadienne,. Le 17 mai 2008, Peter épouse Autumn (qui se convertit au rite anglican avant le mariage), en la chapelle Saint-Georges du château de Windsor.
Ils sont les parents de deux filles, Savannah Anne Kathleen Phillips, née le 29 décembre 2010 et Isla Elizabeth Phillips, née le 29 mars 2012. Elles sont respectivement 20e et 21e dans l'ordre de succession au trône britannique.
Le 10 février 2020, le couple annonce son divorce après douze ans de mariage. Leur divorce prend effet le 14 juin 2021. De 2021 à 2024, il est en couple avec Lindsay Wallace, une amie de sa sœur Zara. 
En mai 2024, il apparait pour la première fois en public avec Harriet Sperling, une infirmière pédiatrique au National Health Service, et écrivaine indépendante. le 1er août 2025, Peter et Harriet rendent leurs fiançailles publiques.

## Honneurs
- 2002 : Médaille du jubilé d'or d'Élisabeth II
- 2012 : Médaille du jubilé de diamant d'Élisabeth II
- 2022 : Médaille du jubilé de platine d'Élisabeth II
- 2023 : Médaille du couronnement de Charles III